# Публій Корнелій Ануллін (консул 199 року)
Публій Корнелій Ануллін (лат. Publius Cornelius Anullinus; ? — після 203) — державний і військовий діяч часів Римської імперії, консул-суффект 175 року, ординарний консул 199 року, .

## Життєпис
Походив з роду Корнеліїв, його гілки Ануллінів з м. Іллібер (сучасне м. Гранада, Іспанія) в провінції Бетіка. Про батьків та молоді роки немає відомостей. У 175 році став консулом-суффектом разом з Марком Дідієм Севером Юліаном, майбутнім імператором. У 177 році призначений легатом VII легіону Близнюків, що стояв у Тарраконській Іспанії. З ним відбив атаки маврів на південне узбережжя Піренейського півострова.
З 180 року як імператорський легат-пропретор керував провінцією Верхня Германія. У 193 році підтримав Септимія Севера в боротьбі за владу проти Песценнія Нігера. У 193 році став проконсулом провінції Африка. У 194 році був в армії Севера, що билася з військами Песценнія. Ануллін відзначився у вирішальній битві при Іссі. У 195 році брав участь у поході імператора Септимія Севера проти Парфії, відзначившись при захопленні Осроени та Адіабени (північна Месопотамія).
У 199 році став ординарним консулом разом з Марком Ауфідієм Фронтоном, проте не відбув каденції. Його змінив консул-суффект Луцій Марій Максим Перпетв Авреліан. Натомість Анулліна імператор призначив міським префектом Риму. На цій посаді перебував до 203 року. Про подальшу долю немає відомостей.

## Родина
- Публій Корнелій Ануллін, консул 216 року